# 圖茲湖

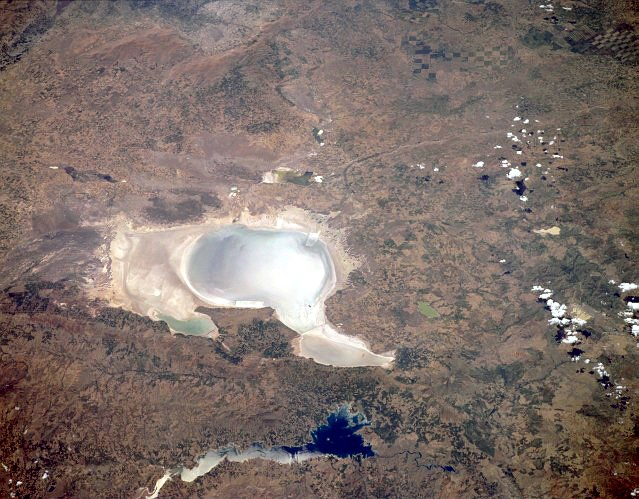
圖茲湖

圖茲湖（土耳其語：Tuz Gölü）是土耳其的湖泊，位於中部安那托利亞地區，距離科尼亞105公里，長80公里、寬50公里，面積1,600平方公里，集水區面積11,900平方公里，海拔高度905米，平均水深0.5米，最大水深1.5米。

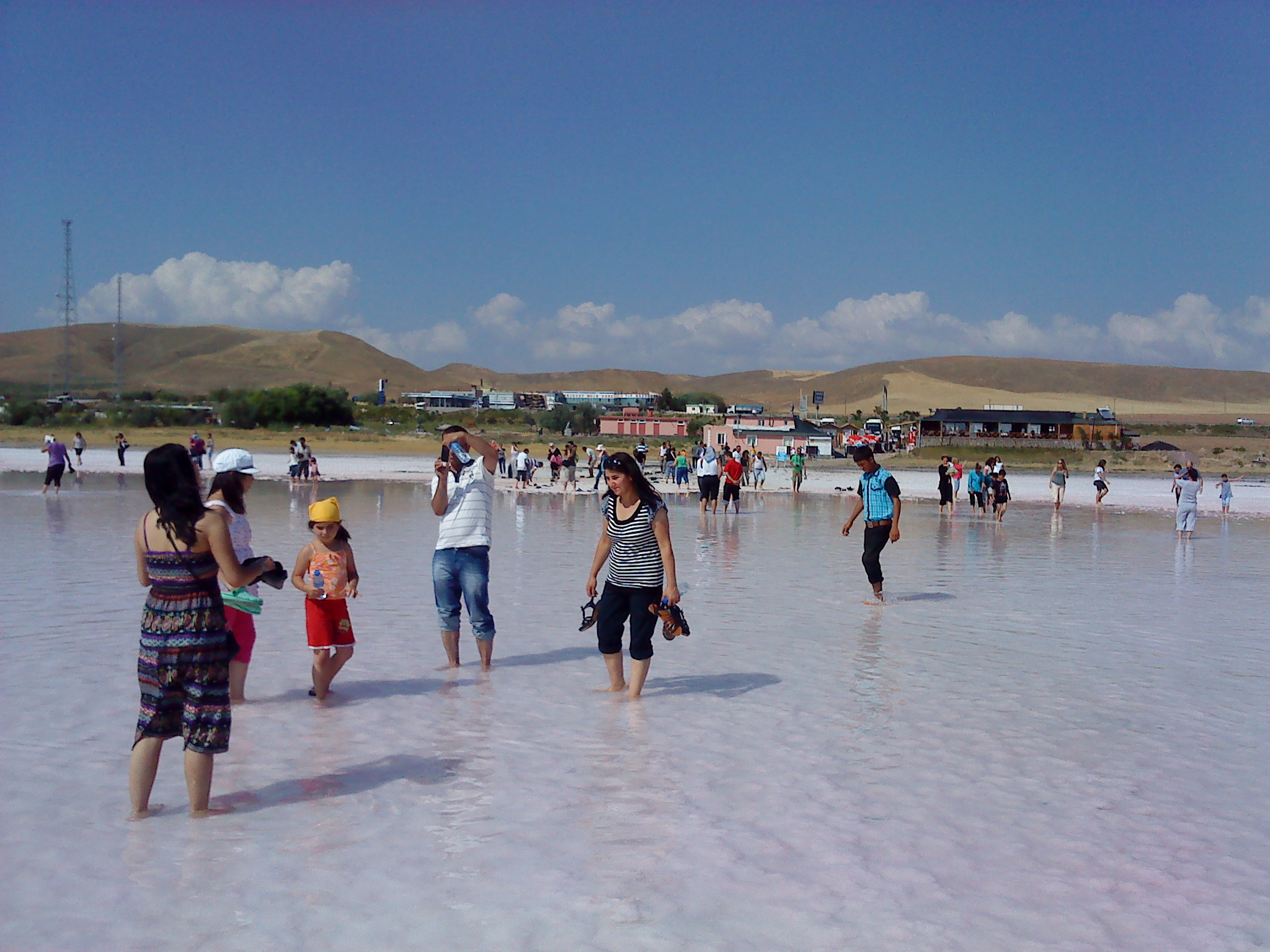
人們在湖上行走